# Biztonsági és egészségvédelmi jelzések
Biztonsági és egészségvédelmi jelzések (a munkahelyeken) meghatározott mértani forma, szín-, hang-, fény-, képjel (piktogram) és az emberi testmozgás útján adott olyan információ, amely – az egyéb munkavédelmi követelmények teljesülése mellett – lehetővé teszi, hogy a munkát végzők és a munkavégzés hatókörében tartózkodók időben felismerhessék a veszélyforrásokat (kockázatokat). Lehet a közlése (jelző)táblán vagy kézmozdulaton, illetve hangjelzésen (ami alapulhat a szóbeli kommunikáción) keresztül megvalósítani. Kialakítása szerint lehet világító, ami kívülről megvilágított vagy utóvilágítós jel is lehet.

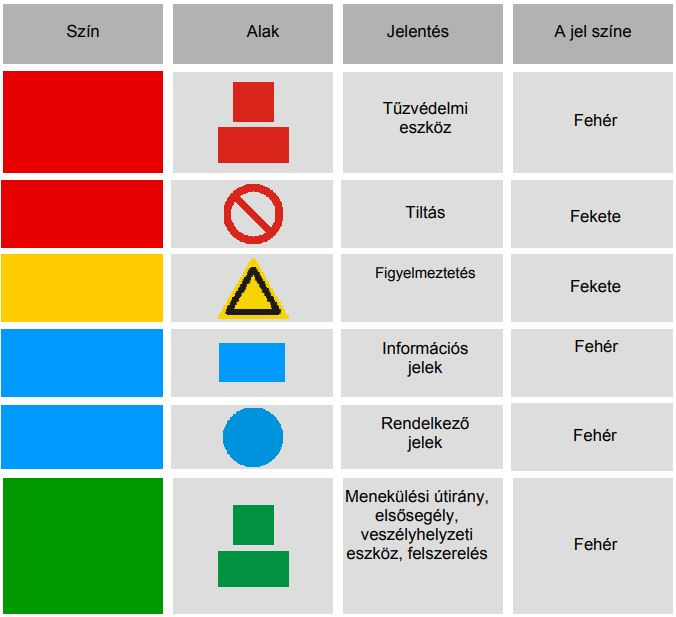
Biztonsági alakjelek

A vasúti, közúti, vízi- és a légi közlekedés biztonságát és rendjét szabályozó jelzések, termékek, illetve berendezések forgalomba hozatalához megkívánt jelzések, veszélyes anyagokon és keverékeken, illetve csomagolásukon alkalmazott jelzések külön fogalomkört alkotnak. Klasszikusan nem része a biztonsági és egészségvédelmi jelzésnek, de mindenféleképpen együttesen előfordulnak.
A biztonsági és egészségvédelmi jelzések több szabvány és jogszabály együttes figyelembe vételével kell alkalmazni, a legjobb vizuális teljesítmény biztosítása érdekében és egymástól jól elkülöníthetőcsoportban, illetve értelmezhető módon.
A biztonsági és egészségvédelmi jelzésekre gyakran sok helyen röviden biztonsági jelként hivatkoznak, ami alatt mindig meghatározott mértani forma, szín és képjel (piktogram) kombinációjával létrehozott, rögzített elhelyezésű jelet kell érteni és meghatározott előírásoknak megfelelően lehet csak alkalmazni.

## Fajtái és típusai
1. Tiltó jel: olyan biztonsági jel, amely veszélyes magatartást tilt;
2. Figyelmeztető jel: olyan biztonsági jel, amely valamely veszélyforrásra hívja fel a figyelmet;
3. Rendelkező jel: olyan biztonsági jel, amely meghatározott magatartást ír elő;
4. Elsősegély- vagy menekülési jel: olyan biztonsági jel, amely a vészkijárat helyét, az elsősegélynyújtó helyre vezető utat vagy valamilyen mentési eszköz elhelyezését jelzi;
5. Tűzvédelmi tájékoztató jel: olyan biztonsági jel, amely tűzvédelmi berendezés, eszköz vagy tűzoltó készülék elhelyezését jelzi;
6. Tájékoztató jel: a felsorolt jelektől eltérő egyéb információt közölő jelek (pl. iránymutató jelek).

## Története

### Egyesült Államok
Egyesült Állomokban először a Dolgozók Kárpótlási Hivatala (Worker's Compensation Bureau) 1914-ben kiadott egy füzetet "Jelek és jelszavak" címmel, amely a VESZÉLY biztonsági táblák használatát javasolta a dolgozók nyelvén. A brosúra kimondta, hogy a biztonsági táblák szükségesek a munkahelyen, de nem tartalmaz szabványos formátumot vagy útmutatást. Az egyes táblák színét, szövegét és kialakítását a cégre bízták.
Az ASA Z35.1 „Az ipari baleset-megelőzési táblák előírásai” (Specification for Industrial Accident Prevention Signs) volt a biztonsági jelzésekre vonatkozó első szabvány, amely közel 50 évig volt érvényben. 1941-ben vezették be, részben a növekvő ipari forradalom és a balesetek számának növekedése miatt. Az Amerikai Szabványügyi Szövetség (amely később Amerikai Nemzeti Szabványügyi Intézet vagy ANSI lett) tette közzétette. Ez a szabvány a biztonsági táblák tervezésére vonatkozó előírásokat, és szabványos formátumokat tartalmazta. Ezt vette alapul az amerikai munkavédelmi ügynökség az OSHA, amit 1971-ben tette közzé 29 CFR 1910 szabványban, és ma is érvényben vannak.

### Magyarország
Számos együttes és párhuzamos fogalom létezik egymás mellett még mai napig, ami gyakran a különböző területek kölcsönös egymásra hatásából, illetve nemzeti különbözőségekből vagy éppen harmonizációból, szakági vagy miniszteri rendeltekből, műszaki konszenzusból és sajátosságból adódik. Az Európai Unió szabályzását tekintve, a 92/58/EGK irányelv hatályon kívül helyezte az 1977. július 25-től érvényes 77/576/EGK irányelvet, amelyet Magyarországon a 2/1998 (I. 16.) MüM. rendelet érvényesített. Fontos tény, hogy a rendelet nem váltja fel az ISO 7010 szabványt, ezért mindkét jelzőrendszer használható, illetve a közúti, vasúti, vízi vagy légi közlekedés ellenőrzésére használt jelzések nem vonatkozik. A munkahelyi biztonsággal és egészségvédelemmel foglalkozó tanácsadó bizottság (ACSH) véleménye megállapítja, hogy a biztonsági jelekre vonatkozó nemzetközi jogi aktusok megléte ellenére az irányelv elsőbbséget élvez, és fontos eleme az Európai Unióban érvényben lévő közös védelmi intézkedéseknek.
Az ISO 7010 szabvány konstrukciós követelményeket, az ISO 3864-1 és ISO 3864-4 pedig a fénytechnikáikat határozza meg.
Tűzvédelem, azon is belül kiürítést illetően a tűzvédelmi műszaki irányelvek (TvMI) is egyes jelölések és tájékoztatók, mint az ISO 21542 szabvány jelzéseit is beemeli, mely a menekülésben korlátozott személyek menekülési jeleit tartalmazza. Tűzveszélyességi osztályok biztonsági jelzéseit és létesítményre vonatkozó részeit és használatát 2014-ben az 54/2014 BM rendelet helyezte hatályon kívül.

## Vizuális jel felépítése és jelzés részei
Az egységes értelmezést az alak, aminek a képjel (piktrogram) és biztonsági szín, illetve a kiegészítő információ együttese értelmezése teremti meg. A biztonsági színnek is meghatározott jelentése van a biztonság szempontjából, a képjel sematikus ábrájának szerves része. A színek kódolják a jel fajtáit. Fontos paramétere a jó láthatóság. Ez befolyásolja méretét, amely a szemlélőtől mért távolság alapján határozzák meg és megvilágítás értékkel ellenőrizhető. Kialakítása lehet jelzőtábla vagy világító jel.

## Világító jel
A láthatóság növelése éredében világító jeleket fejlesztettek ki. A világító jel átlátszó vagy áttetsző anyagból álló, belülről vagy hátulról kivilágított, vagy fénykibocsátó anyagból készült biztonsági jelet hordozó eszköz. A világító jelnek a világító felülete vagy egyszínű, vagy képjelet hordoz meghatározott háttéren.

## Sárga-fekete csíkos jel
Azokat a helyeket, ahol a munkavállalót vagy a munkavégzés hatókörében tartózkodót akadályba ütközésnek, tárgyak vagy személyek esésének veszélye fenyegeti, váltakozó fekete-sárga vagy vörös-fehér csíkozással kell jelezni. A jelzés méreteinek az akadály vagy a veszélyes hely kiterjedéséhez kell igazodnia. A sárga-fekete vagy vörös-fehér csíkoknak 45°-os szögben kell elhelyezkedniük és körülbelül azonos szélességűnek kell lenniük.

## Fehér-piros csíkos jel
A munkavállalót vagy a munkavégzés hatókörében tiltást, tűzoltó eszközök tárgyak helyét vörös-fehér csíkozással kell jelezni.

## Hangjel és szóbeli kommunikáció
Két különböző akusztikus jelzés. A hangjel előzetesen meghatározott jelentésű akusztikus jel, amelyet az arra szolgáló eszköz természetes vagy szintetizált emberi beszédhang alkalmazása nélkül bocsát ki, viszont a szóbeli kommunikáció előre meghatározott formájú, természetes vagy szintetizált emberi hangon történő közlés. A hangjelzésnek jelentősen hangosabbnak kell lennie a környezeti zajszintnél, azonban nem lehet túl hangos vagy fájdalmat okozó, de könnyen felismerhetőnek és más hangjelektől, illetőleg környezeti zajoktól könnyen megkülönböztethetőnek kell lennie. A hangjelzéshez képest a szóbeli kommunikáció hatékonyabb jelzésnek bizonyul.

## Kézjelek
A kézjel az irányítást végző személy karjának vagy kezének előzetesen meghatározott jelentésű mozgása vagy helyzete, amely veszélyt, illetve szükséges tevékenységet jelez. Számos emberi mozdulat terjedt el. Azonban a használatának a feltétele a megegyezésen alapuló ismeretek elsajátítása a fogadó és jelzést adó felek között.

## Jelzések használata és vonatkozó főbb előírások
A jelzés méreteinek az akadály vagy a veszélyes hely kiterjedéséhez kell igazodnia. A vizuális jeleket a látható oldalakon tábla, öntapadó címke vagy felfestés formájában kell elhelyezni. A biztonsági jelek geometriai formáját, színezését, az alkalmazandó képjeleket jogszabály rögzíti, de megengedi, hogy az itt meghatározott alkalmazott képjel kis mértékben eltérhet vagy lehet részletesebb is, ha jelentése változatlan marad, és azt a módosítás nem teszi bizonytalanná.
A jelzéseket együttesen is lehet használni az alábbi módon:
- világító jel és hangjel;
- világító jel és szóbeli kommunikáció;
- kézjel és szóbeli kommunikáció.

A biztonsági jelzés felismerhetőségének érdekében kerülni kell:
- túl sok biztonsági jelzés egymáshoz közeli elhelyezését;
- két összetéveszthető világító jel egyidejű alkalmazását;
- világító jel alkalmazását hasonló fényforrás közelében;
- két hangjel egyidejű alkalmazását;
- hangjelzés alkalmazását túl erős környezeti zajban.

A képjel legyen könnyen érthető, a megértéshez nem szükséges részleteket el kell hagyni. A jelzőtábla a környezeti körülményeknek megfelelő, ütésálló és időjárási hatásoknak ellenálló anyagból készüljön. Ha az érintett munkavállalók hallása vagy látása korlátozott (pl. egyéni védőeszköz viselése miatt), a biztonsági jelzés megválasztásakor és alkalmazásakor ezt figyelembe kell venni.
A minimum követelmény a felismerési távolság, ami az alábbi képlet segítségével számolható:
{\displaystyle l=z\cdot h}
ahol: 
- l: a felismerési távolság
- h: a jel magassága
- z: távolsági tényező, ahol z értéke kívülről megvilágított jel esetén 100, belülről megvilágított jel esetén 200.

Tehát a jól láthatóság feltétele a tábla mérete, amelyet a 2/1998. (I. 16.) MüM rendelet tartalmaz. A jogszabály meghatározza a létesítési helyeket, előírja, hogy a látási igény minimum szintjét növelni kell ott, ahol korlátozott képességűek lehetnek és figyelembe kell venni idősek romlott látását.
A világító jel fényének kellően erősnek kell lennie, ugyanakkor nem vakíthat, de megfelelően el kell különülnie a környezetétől, figyelemmel az alkalmazási körülményekre is. Ha a világító jel folyamatos és villogó fénykibocsátásra is alkalmas, a villogó jelet a nagyobb veszély vagy sürgősség jelzésére kell alkalmazni. A felvillanások időtartamát és gyakoriságát úgy kell megválasztani, hogy biztosítsák a közlés megfelelő észlelését, illetőleg ne lehessen összetéveszteni a folyamatos és a villogó jelzést.  Ha villogó jelzést hangjelzés helyett vagy azzal együtt használnak, jelentésük csak azonos lehet. A súlyos veszély jelzésére szolgáló villogó berendezések működőképességét külön felügyelettel vagy tartalék fényforrással kell biztosítani. A világító jel és a hangjelző eszköz kifogástalan működését és hatásosságát rendszeresen ellenőrizni kell.
Hangjel esetén, ha egy berendezés változó és állandó frekvenciájú hangjelet egyaránt ki tud bocsátani, a változó frekvenciát a nagyobb veszély vagy sürgősség jelzésére kell alkalmazni. A menekülésre felszólító hangjelnek folyamatosnak kell lennie. A hangjelnek a környezeti zajtól hangosabbnak és megkülönböztetőnek kell lennie.
A szóbeli kommunikáció rövid (esetleg kódolt) mondatok, kifejezések, szócsoportok vagy szavak formájában történhet. A szóbeli közlésnek a lehető legrövidebbnek, legegyszerűbbnek és legvilágosabbnak kell lennie. Mind a beszélőnek, mind a hallgatónak alkalmasnak kell lennie a megfelelő szintű szóbeli kommunikációra és azon a nyelven, amit a felek jól értenek. Félreértéseket el kell kerülni, meg kell ebben egyezni, amihez előzetesen kockázatokat fel kell mérni. Ilyen például a jobb vagy bal irány a jelzést vevő vagy fogadó szemszögéből való tisztázása, illetve a beláthatóság érdekében több jelzésadó közül fő kijelölésé és kizárólagosság rögzítése a résztvevők között. Továbbá fontos követelmény a veszély jelzésének bárki általi elsőbbsége.
Szükség szerint kézjelzést vagy szóbeli kommunikációt, illetve ezeket együttesen kell használni veszélyes műveleteket végző személyek irányítására. A kézjelnek pontosnak, egyszerűnek, jól láthatónak, könnyen végrehajthatónak, érthetőnek, más jeltől tisztán megkülönböztethetőnek kell lennie. Mindkét kar egyidejű használata esetén a karokat szimmetrikusan kell mozgatni, a két kar egyidejű használata csak szimmetrikusan történhet, és csak egyetlen jelzést adhat. A jelzésadóval szemben számos elvárást kell támasztani, mint az általa belátott teljes terület, láthatóság, a feladat kizárásossága és jelzések ismerete, ezért írásban meg kell bízni a feladatra és ki kell oktatni.

## Tartályok és csövek jelölése
A tartályokat és a láthatóan elhelyezett csővezetékeket, amelyeket veszélyesként osztályozott anyagokat vagy keverékeket tárolnak vagy szállítanak, a CLP rendeletben meghatározott módon megfelelő veszélyt jelző piktogramot tartalmazó címkével kell ellátni. Nem kell alkalmazni azokra a tartályokra, amelyeket csak rövid időre használnak, vagy tartalmuk gyakran változik, feltéve, hogy megfelelő egyéb intézkedésekkel, különösen tájékoztatással és oktatással biztosítják az azonos szintű védelmet. Csővezetéken alkalmazott címkéket az elzáró szerelvények, csőkötések és a legveszélyesebb helyek közvetlen közelében, egymástól megfelelő távolságban kell elhelyezni. Tartály tekintetében kivételt képez, ha a csomagolásukon vagy tartályukon lévő jelölések ezt szükségtelenné teszik.

## Tűzvédelmi tájékoztató jelek
A biztonsági jelek esetén lehet utóvilágító jel, amely a vonatkozó műszaki követelményben meghatározott ideig és mértékben képes fény kibocsátására, azonban kívülről vagy belülről megvilágított jeleknek kell lenniük és a használat időtartama alatt folyamatos üzeműt kell telepíteni ott, ahol nem megfelelő helyismerettel rendelkező személyek tartózkodhatnak. Ha 100 fő befogadóképességű helyiség található az épületben, akkor annak elhelyezése legyen magasan vagy középmagasan a menekülési útvonalon. Továbbá kiegészítésként a menekülési útvonalon alacsonyan is el kell helyezni biztonsági jelet, ha 1000 főt meghaladó befogadóképességű helyiség található. Ezen típusnak folyamatosan kell az útirányt mutatnia, és 5 méter távolságról felismerhetőnek kell lenniük.
A füstmentes lépcsőházban nem kell alacsonyan telepített menekülési jelet létesíteni. A magasan rögzített jelet a kijárati ajtók fölé, valamint minden irányváltoztatási pontban kell telepíteni, és a menekülési útvonalon egynek mindig látszódnia kell. A telepítésnél figyelembe kell venni az épület adottságait (mérete, alakzata) és az ott található látást csökkentő körülményeket (köd, füst, por), illetve az ott lévő anyagok füstfejlesztő képességét.
A biztonsági felvonónál a biztonsági jeleket angol és német, vagy nagy számban előforduló külföldi személyek anyanyelvén is fel kell tüntetni vagy ez helyettesítő piktogrammal. Tehát biztonsági jelölésen kívül más jelzés kihelyezését is előírja az OTSZ. Ezenfelül pánikvilágítást ír elő a jogszabály a tömegtartózkodásra szolgáló helyiségben és nem menthető vagy csak előkészítéssel menthető helyiségekben.

## Kémiai anyagok jelölése és címkézése
Kémiai anyagok jelölése az Európai Unióban a CLP rendelet értelmében, összhangban az Egyesült Nemzetek Szervezet (ENSZ) GHS, azaz a „Vegyi anyagok osztályozásának és címkézésének globálisan harmonizált rendszerével” történik. A veszélyt jelző piktogram mellett a rendelet bevezette kiegészítésként a figyelmeztető mondat és az óvintézkedésre vonatkozó mondatot, ami az angol szó első betűjének a rövidítéséből és egy számból áll. A szám a rendeletben meghatározottan, minden egyes veszélyességi osztály esetében a címkék elemeit jelző táblázatokban meghatározott mondatok közül kerülnek kiválasztásra. Európai Vegyianyag-ügynökség nyújt iránymutatást a kódolásban.

## Veszélyes áruk nemzetközi szállítás esetén használt jelzések
Veszélyes áruk szállítása történhet közúton, belvízen, légi úton, vasúton. Ennek megfelelően ágazati közlekedési szabályok vonatkoznak rájuk, de mindegyiknek az alapja az ENSZ „Ajánlások a veszélyes áru szállítására - Minta szabályzat” és a veszélyes árukat a szabályzatokban leírt módon valamely UN-szám szerint sorolják be őket.
Például a veszélyes árut szállító járműveket narancssárga jelzéssel kell ellátni, ahol a felső kódszám a veszély típusát, az alsó kódszám pedig az adott anyagot jelöli. Ezeket a szimbólumokat nem lehet könnyen értelmezni a numerikus kódokat lefordító táblázat nélkül.
- Közúton: ADR (a francia „Accord européen relatif au transport international des marchandises dangereuses par route”, azaz „Európai egyezmény a veszélyes áruk közúti szállításáról” rövidítése)
- Vasúton: RID
- Belvízi közlekedésben: ADN
- Tengerhajózásban: IMDG kódex
- Légi közlekedésben: ICAO TI / IATA DGR